# Rosenmontag d'Eupen
Le Rosenmontag (traduit en français par le Lundi des Roses) est le point d'orgue du carnaval d'Eupen situé dans les cantons de l'Est en Belgique germanophone. 
Il se déroule le lundi précédant le Mardi gras. C'est-à-dire le lendemain du Cwarmê de Malmedy et la veille du carnaval de Binche. 

## Historique
Si le carnaval est organisé à Eupen depuis 1696, la première édition du Rosenmontag a eu lieu en 1884 et, depuis 1906, il est dirigé par un prince-carnaval.  

## Description
Le Rosenmontag signifie littéralement le Lundi des Roses. Toutefois, il doit plutôt se traduire par "le Lundi des furieux" car les Eupenois sont fâchés de la période du carême et de jeûne qui commence.
Le Rosenmontag est un carnaval rhénan. Il est présidé par un prince-carnaval entouré de pages. Une soixantaine de chars et plus de 3 000 participants costumés défilent dans la ville germanophone d'Eupen. Chaque année, les costumes et les chars sont différents. Les responsables des différentes sociétés carnavalesques se concertent  pour créer leur thème annuel et ainsi créer les chars du futur carnaval.

## Programme
- le jeudi : cortège des vieilles femmes
- le samedi : soirée avec animations carnavalesque dans les salles de la ville
- le dimanche : cortège des enfants
- le lundi : grand cortège du Rosenmontag, départ Werthplatz
- le mardi : cortège des enfants et après-midi pour les enfants, remise des clés de la ville.

## Sources et liens externes
- Site officiel de la ville d'Eupen
- https://www.rtbf.be/info/regions/detail_le-lundi-des-roses